# Jan Thomassen à Thuessink van der Hoop

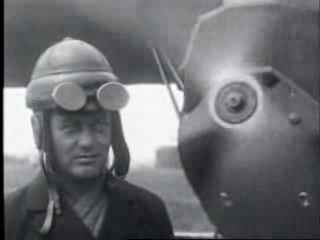
Jan van der Hoop in 1925

Abraham Nicolaas Jan Thomassen à Thuessink van der Hoop (Arnhem, 9 maart 1893 – Den Haag, 2 februari 1969), bekend als Jan van der Hoop, was een Nederlandse KLM-vlieger, geograaf, etnograaf en historicus.

## Leven en werk
A.N.J. Thomassen à Thuessink van der Hoop, een telg uit het geslacht Thomassen à Thuessink van der Hoop, werd geboren als zoon van de antirevolutionaire politicus Gijsbert Hendrik Thomassen à Thuessink van der Hoop (1847-1894), die overleed toen hij één jaar was, en jkvr. Sara Maria Johanna van de Poll (1864-1942).

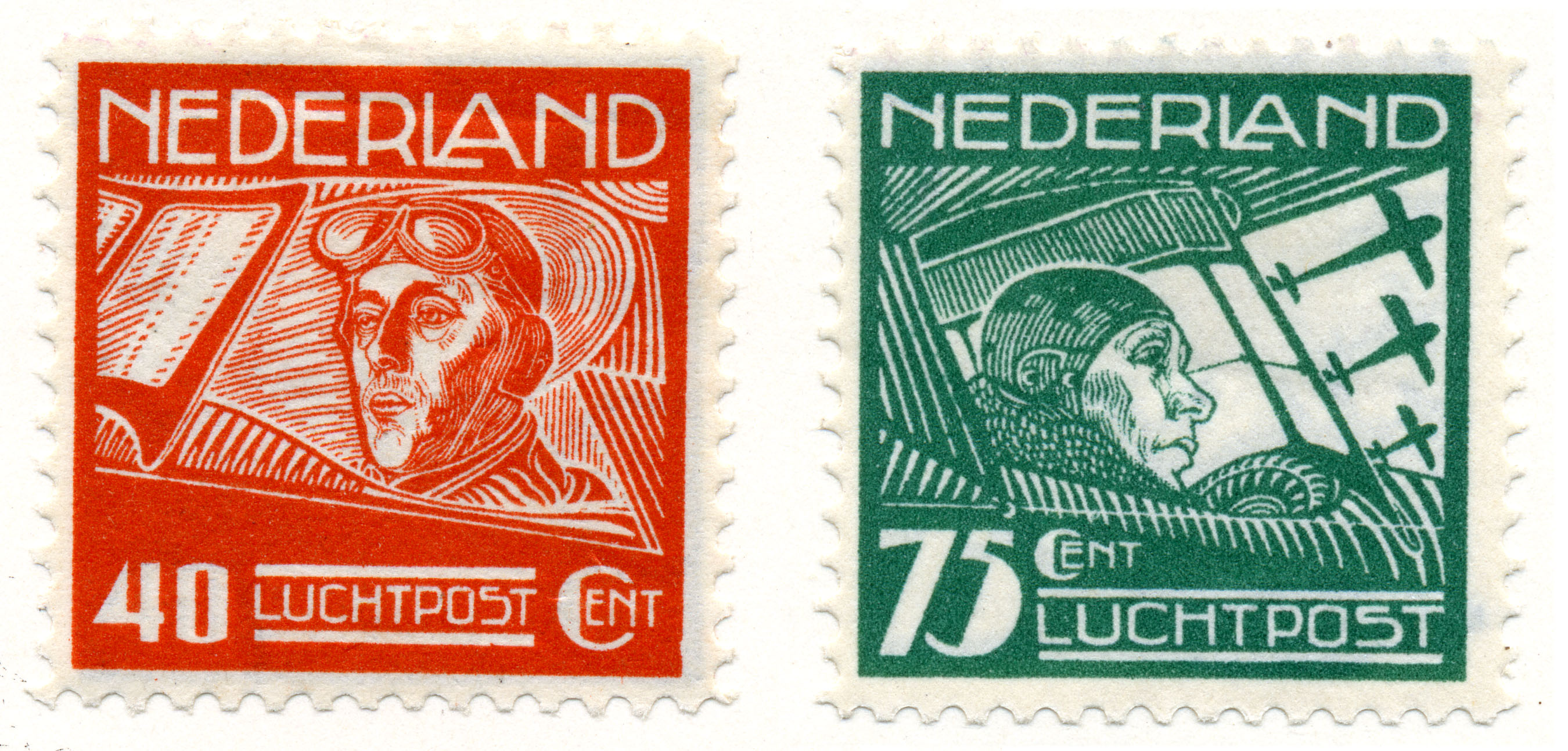
Thomassen à Thuessink (rechts) en George Koppen

Hij werd vlieger bij de Luchtvaartafdeeling Soesterberg en kwam in 1922 in dienst bij de KLM. Hij vloog in 1924, samen met eerste luitenant-vlieger Hendrik van Weerden Poelman en boordwerktuigkundige Pieter van den Broeke, met de eenmotorige Fokker F.VII H-NACC van Schiphol naar Batavia. Door deze eerste KLM vlucht naar Nederlands-Indië, die door allerlei pech duurde van 1 oktober tot 24 november 1924, werd hij een landelijke beroemdheid. Hij werd Officier in de Orde van Oranje-Nassau en kreeg de Eremedaille in zilver voor Voortvarendheid en Vernuft van de Huisorde van Oranje. Er zijn in onder meer Amstelveen, Amsterdam, Beverwijk, Groningen en 's-Hertogenbosch en straten naar de piloot vernoemd en zijn beeltenis verscheen in 1928 op een luchtpostzegel van 75 cent.
Hij publiceerde in 1925 een boek over zijn vlucht. In datzelfde jaar verliet hij de KLM om geografie te gaan studeren aan de Amsterdamse VU en later in Utrecht, met de bijvakken etnografie en prehistorie. In 1930 studeerde hij cum laude af. Vervolgens deed hij onderzoek in Nederlands-Indië en in 1932 promoveerde hij in Utrecht op de dissertatie Megalithische oudheden in Zuid-Sumatra.
In de jaren 1933-1950 woonde en werkte Van der Hoop in Batavia als wetenschappelijk ambtenaar, historisch onderzoeker en conservator van het Museum Oud-Batavia. Als telg uit een bemiddeld geslacht kon hij genoegen nemen met een bescheiden traktement en toch riant wonen in Meester Cornelis, later in Menteng. Hij deed in opdracht van de regering onderzoek naar de juiste ligging van het graf van Jan Pieterszoon Coen. Hij publiceerde veel wetenschappelijke artikelen en een boek over Indonesische siermotieven en werkte mee aan de vijfdelige Geschiedenis van Nederlandsch Indië.
Een deel van de Japanse bezetting van Nederlands-Indië bracht hij door in een interneringskamp. In 1950, na de komst van de Republiek Indonesië, vestigde hij zich in Den Haag en vanaf 1954 woonde hij in Voorburg. Een vaste betrekking had hij niet meer, maar hij vervulde invloedrijke bestuursfuncties, zoals voorzitter van het Koninklijk Instituut voor Taal-, Land- en Volkenkunde, waarvan hij later erelid werd. Ook was hij lid van de Maatschappij der Nederlandse Letterkunde.
Jan Thomassen à Thuessink van der Hoop overleed op 75-jarige leeftijd.